# DDR-Meisterschaft im Straßenrennen 1971
Die DDR-Meisterschaft im Straßenrennen 1971 fand am 25. Juli in Hohenstein-Ernstthal und Oberlungwitz im Landkreis Zwickau statt und wurde als Eintagesrennen ausgetragen. Es war das 23. Meisterschaftsrennen in der DDR.

## Strecke
Das Rennen führte auf dem Sachsenring über einen zwanzigmal zu fahrenden Rundkurs von insgesamt 175 Kilometer. Sommerliche Hitze und ein welliger Kurs kennzeichneten das Rennen.

## Rennverlauf
67 Radrennfahrer der DDR-Leistungsklase sowie die besten Fahrer aus den Betriebssportgemeinschaften (BSG) und die Juniorenauswahlfahrer waren am Start, darunter alle Fahrer der DDR-Nationalmannschaft im Straßenradsport. Bereits kurz nach dem Start initiierte Dieter Grabe mit Karl-Heinz Oberfranz den ersten Ausreißversuch. In der 4. Runde bildete sich eine neue Spitzengruppe von acht Fahrern (darunter als einziger Junior Michael Görke auf dem 8. Platz), die den Titelkampf unter sich entschieden. Mitfavorit Michael Schiffner konnte die Spitze nicht mehr erreichen.
In der 15. Runde fiel die Vorentscheidung, als Siegfried Huster nach Krämpfen das Rennen aufgab und Radochla, Peschel und Mickein attackierten. Kurz vor dem Ziele setzte sich Manfred Radochla von seinen Begleitern ab und gewann das Meisterschaftsrennen. 26 Fahrer kamen ins Ziel, zum Teil überrundet.

## Ergebnis
|     | Fahrer            | Verein/Ort           | Zeit (h)       |
| --- | ----------------- | -------------------- | -------------- |
| 01. | Manfred Radochla  | SC DHfK Leipzig      | 4:31:50        |
| 02. | Axel Peschel      | SC Dynamo Berlin     | + 0:20 Minuten |
| 03. | Dieter Mickein    | SC DHfK Leipzig      | + 0:22 Minuten |
| 04. | Wolfgang Wesemann | ASK Vorwärts Leipzig | + 1:55 Minuten |
| 05. | Manfred Dähne     | SC DHfK Leipzig      | + 4:30 Minuten |
| 06. | Bernd Knispel     | SC DHfK Leipzig      | + 4:35 Minuten |
| 0 … |                   |                      |                |

## Weblink
- DDR-Meisterschaft im Straßenradsport in der Datenbank von Radsportseiten.com